# Barbus carottae
Barbus carottae é uma espécie de peixe actinopterígeo da família Cyprinidae.